# Royal Eswatini National Airways
Royal Eswatini National Airways (ehemals Royal Swazi National Airways) ist eine Charter-Fluggesellschaft von Eswatini. Sie flog bis 1999 im Linienverkehr und fliegt seit März 2023 unter dem Namen Eswatini Air (IATA/ICAO: RN/SZL). Sie wird auch unter dem Namen AirSwatini geführt.

## Geschichte

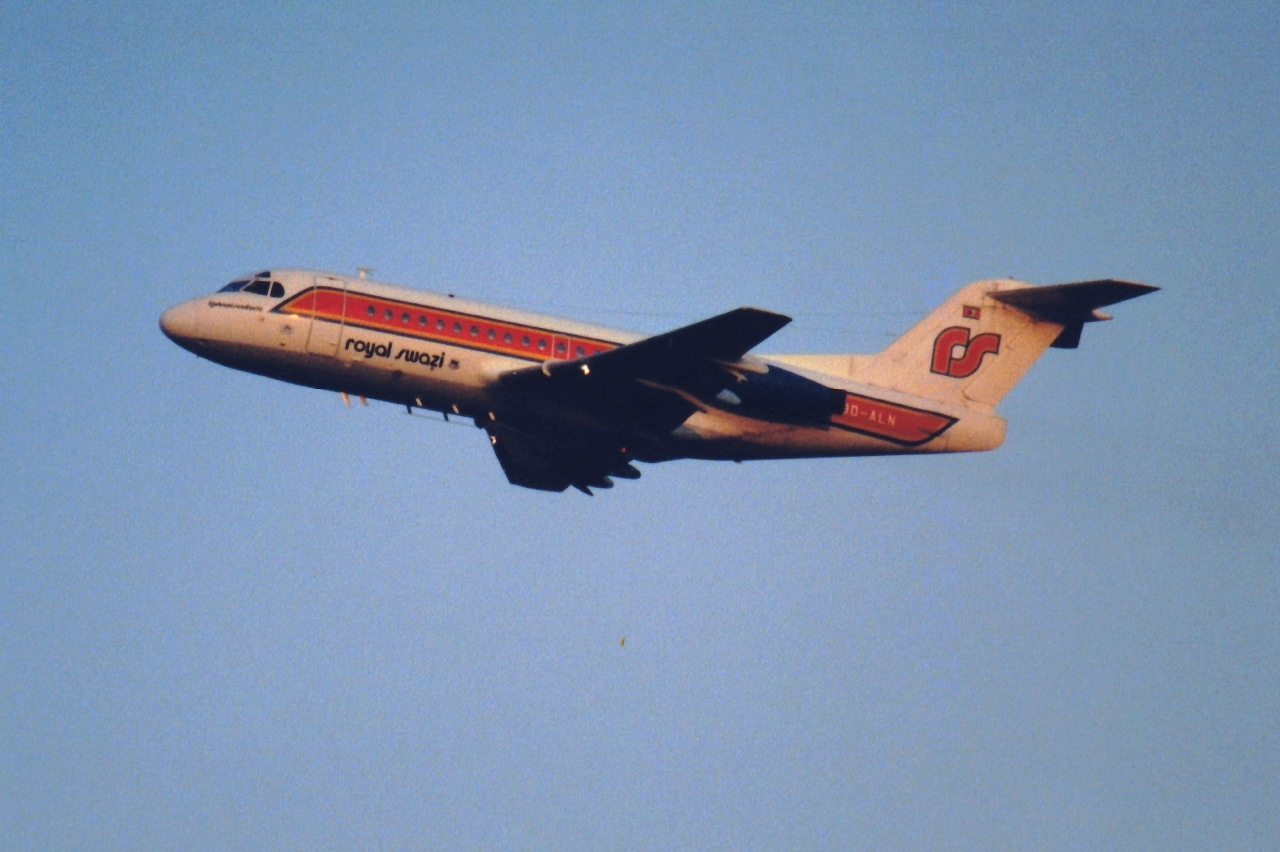
Royal Swazi National Airways F28-3000

Royal Swazi National Airways entstand am 1. Januar 1978 als Staatsunternehmen, um die Flugdienste der privaten Swazi Air zu übernehmen, die im Jahr 1962 mit südafrikanischer Beteiligung gegründet worden war und eine Vickers Viscount auf regionalen Linienflügen einsetzte.
Das erste Flugzeug der Royal Swazi National Airways war eine Fokker F28-3000, die im Juli 1978 ausgeliefert wurde und ab dem 1. August 1978 zum Einsatz kam. Gleichzeitig stellte die Vorgängerin Swazi Air ihren Betrieb ein. Die Gesellschaft bot anfänglich Liniendienste nach Blantyre, Durban, Johannesburg und Lusaka an. Im November 1978 eröffnete sie eine über Antananarivo (Madagaskar) geführte Verbindung nach Port Louis (Mauritius). Anschließend nahm das Unternehmen auch Nairobi und Salisbury (1982 umbenannt zu Harare) in den Flugplan auf.
Am 25. November 1981 nutzte eine als Sportler getarnte 44-köpfige Söldnergruppe einen Linienflug der Gesellschaft zum Flughafen Mahé, um den seychellischen Präsidenten France-Albert René zu entmachten. Der Umsturzversuch endete in einem Feuergefecht auf dem Flughafen, wobei die Fokker 28 beschädigt wurde. Das Unternehmen stellte daraufhin die im Mai 1981 eröffnete Route zu den Seychellen ein. Bis zur Reparatur des Flugzeugs wurden nacheinander eine Fokker F-27 und eine Vickers Viscount gemietet.
Neben der Fokker 28 kam ab Januar 1994 eine geleaste werksneue Fokker 100 zum Einsatz. Beide Flugzeuge verleaste Royal Swazi National Airways kurzzeitig auch an andere Gesellschaften, unter anderem an Air Mauritanie und Linhas Aéreas de Moçambique.
Royal Swazi National Airways ging Anfang 1999 unter anderen in der neu gegründeten Swaziland Airlink (2018 umbenannt zu Eswatini Airlink) auf, an welcher der Staat Swaziland zu 60 % und die südafrikanische Fluggesellschaft Airlink zu 40 % beteiligt sind. Gleichzeitig stellte das Unternehmen den eigenen Flugbetrieb im April 1999 ein. Zudem blieb die Royal Eswatini National Airways als staatliche Charter- und Sonderfluggesellschaft bestehen. Sie flog fortan nur noch im Charterflugverkehr.
2021 wurde die Wiederaufnahme von Linienflügen nach Johannesburg, Kapstadt und Durban abgekündigt. Diese wurden aufgrund von Lizenzproblemen zunächst nicht wie geplant 2022 aufgenommen, schlussendlich aber im Folgejahr.

## Ziele
Im Lauf ihrer Geschichte führte Royal Swazi National Airways bis 1999 Linienflüge nach Botswana, Kenia, Madagaskar, Malawi, Mauritius, Mosambik, Simbabwe, Sambia, Seychellen, Südafrika und Tansania durch. Allerdings wurden nicht alle Staaten zeitgleich angeflogen.
Seit März 2023 fliegt Eswatini Air zwischen Eswatini und Johannesburg, seit Mai 2023 auch nach Durban. Zudem werden Kapstadt und Harare bedient. Eine Verbindung nach Lusaka ist geplant (Stand Februar 2025).

## Flotte
Eswatini Air verfügt mit Stand Juli 2022 über zwei Flugzeuge des Typs Embraer 145  (eines 2021 von Hop! gekauft).
Royal Swazi National Airways setzt bzw. setzte folgende Flugzeugtypen ein:
- Boeing 737-200 (zeitweise gemietet von LAM)
- Fokker F-27-200 (gemietet von Comair)
- Fokker F28-3000 (betrieben von 1978 bis 1999)
- Fokker 100 (betrieben von 1994 bis 1999)
- Vickers Viscount 761 (gemietet von der südafrikanischen United Air)
- Airbus A340
- McDonnell Douglas MD-87